# The Rigga-Ding-Dong-Song
The Rigga-Ding-Dong-Song ist ein Popsong der deutsch-spanisch-niederländischen Band Passion Fruit. Die Maxi-Single erschien am 6. Juli 1999 bei X-Cell Records als Leadsingle ihres ein Jahr später veröffentlichten Debütalbums Spanglish Love Affairs. Musik und Text stammen von Mark Nissen, Hartmut Krech und Antonio Berardi, die auch als Produzenten beteiligt waren.
Die männliche Singstimme ist die des Soulsängers Kenneth Clemmons, der heute unter dem Künstlernamen Malaya aktiv ist. Der Liedtext ist auf Englisch und Spanisch verfasst. Ebenfalls 1999 coverten Die Schlümpfe das Lied unter dem Titel Der Klingelingeling-Gong-Song.
Bei der Echoverleihung 2000 im März wurde das Lied in der Kategorie Dance Single des Jahres national nominiert. 2009 erschien eine Coverversion der deutschen Popband Cherona, die sich in den deutschen Singlecharts auf Platz 56 platzierte und in Österreich Platz 48 als Höchstposition erreichte.

## Rezeption

### Charts und Chartplatzierungen
Version von Passion Fruit
| ChartsChartplatzierungen | Höchstplatzierung | Wochen |
| ------------------------ | ----------------- | ------ |
| Deutschland (GfK)        | 9 (15 Wo.)        | 15     |
| Österreich (Ö3)          | 9 (9 Wo.)         | 9      |
| Schweiz (IFPI)           | 7 (11 Wo.)        | 11     |

Version von Cherona
| ChartsChartplatzierungen | Höchstplatzierung | Wochen |
| ------------------------ | ----------------- | ------ |
| Deutschland (GfK)        | 56 (6 Wo.)        | 6      |
| Österreich (Ö3)          | 48 (3 Wo.)        | 3      |

### Auszeichnungen für Musikverkäufe
Version von Passion Fruit

| Land/Region        | Auszeichnungen für Musikverkäufe (Land/Region, Auszeichnung, Verkäufe) | Verkäufe |
| ------------------ | ---------------------------------------------------------------------- | -------- |
| Deutschland (BVMI) | Gold                                                                   | 250.000  |
| Insgesamt          | 1× Gold ·                                                              | 250.000  |